# Konstantin Dumba
Dr. Constantin Theodor Dumba (Bécs, 1856. június 17. – Steindorf, Karintia, 1947. január 6.) az Osztrák–Magyar Monarchia amerikai nagykövete volt, 1913 és 1915 között. Tevékenykedése után hazatért Bécsbe, és nyugalomba vonult. 1947-ben, 91 éves korában hunyt el.

## Élete
Apja Nikolaus Dumba vállalkozó volt. A család az 1800-as években emigrált a Monarchia területére. 

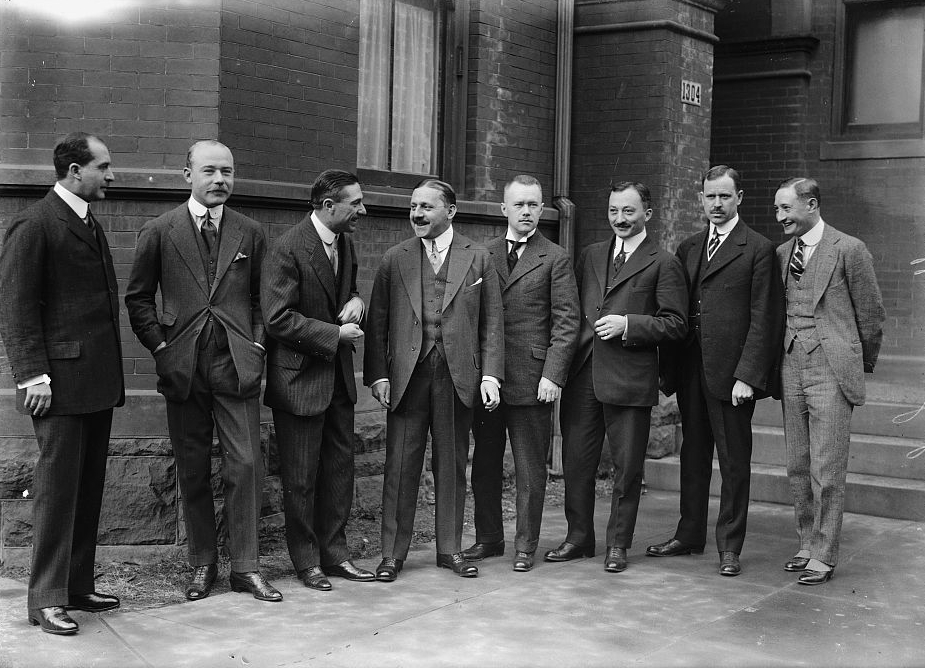
Az Osztrák–Magyar Monarchia washingtoni nagykövetségének munkatársai, balról a második dr. Constantin Theodor Dumba

Jogi tanulmányainak elvégzése után több európai országba küldték ki nagykövetnek. 1913–1915 között Belgrádban, 1909–1912 között Stockholmban vezette az Osztrák–Magyar Monarchia külképviseletét.
1913-ban az Egyesült Államokba költözött, hogy ellássa ottani nagyköveti feladatait. Az első világháború előtti évben, 1913-ban hivatala még nem sok vizet zavart, később a háború kitörésekor azonban az amerikai közélet reflektorfényébe került. Ő hirdette ki Amerikában az emigrált osztrák–magyar állampolgárok rehabilitációjára vonatkozó törvényt. Eszerint Ausztria–Magyarország nem emel vádat azon személyek ellen, akik hazatérnek külföldről, és belépnek a Császári és Királyi Hadseregbe. Az amerikai politika azonban még mindig a „semlegességre” törekedett. Dumba népszerűsége rohamosan csökkent, és ezt még csak fokozta az a botrány, amikor a nagykövet egy, az antantnak szánt amerikai lőszerszállítmányt akart elszabotálni. Folyamatos botrányai miatt Wilson elnök másik nagykövetet kért. Ekkor Dumbát hazarendelték, de a bécsi kormány nem nevezett ki másik amerikai nagykövetet, így Dumba lett az Osztrák–Magyar Monarchia utolsó amerikai nagykövete.
1917-ben az Osztrák Népszövetségi Liga (Österreichische Völkerbundliga) elnöké választották.
Munkásságáról könyvet is írt, amely 1932-ben jelent meg.
1947-ben Ausztriában hunyt el mint az a Monarchia utolsó élő egykori nagykövete.

## Művei
- 1915: Austria-Hungary and the War, New York (társszerzők Apponyi Albert, Hengelmüller László, Alexander Nuber)
- 1930: Zehn Jahre Völkerbund
- 1931: Dreibund- und Entente-Politik in der Alten und Neuen Welt
- 1932: Memoirs of a Diplomat